# Farrodes savagei
Farrodes savagei är en dagsländeart som beskrevs av Lucas Domínguez 1999. Farrodes savagei ingår i släktet Farrodes och familjen starrdagsländor. Inga underarter finns listade i Catalogue of Life.